# ابزارهای وب2
وب 2.0 به نسل جدید از وب اشاره دارد که در حدود دهه 2000 میلادی شکل گرفت و تاکنون با توجه به پیشرفت‌های تکنولوژی، توسعه یافته است. وب 2.0 به اینترنتی اطلاق می‌شود که بر خلاف  وب 1.0، قابلیت تعامل کاربران با آن بسیار بیشتر شده است. وب 2.0 از صفحات وب پویا، دارای محتوای دینامیک و تعاملی، و سرویس‌های وب مبتنی بر شبکه استفاده می‌کند که به کاربران، امکان تعامل با محتوای وب را می‌دهد. این تعامل شامل ارسال نظرات، نشر محتوا، مشارکت در گروه‌ها و شبکه‌های اجتماعی، مصاحبه آنلاین، خرید آنلاین و … می‌شود. 

## انواع ابزارهای وب 2.0
انواع ابزارهای وب 2.0 شامل موارد زیر است:
- وبلاگ:  وبلاگ  وب سایتی است که افراد و کاربران منتشر می‌کنند و طرح و مطالب آن‌ها غیررسمی است.
- ویکی:  ویکی وب‌سایتی است که محتوای آن با فعالیت مشارکتی کاربران و صرفاً به وسیله مرورگر وب تولید می‌شود.
- اتاق‌هاي مباحثه : اتاق‌های مباحثه  وب سایت‌هایی هستند که در آن افراد می‌توانند با ارسال پیام درباره موضوع خاصی گفت‌وگو کنند..
- شبکه‌های اجتماعی مجازی: شبکه‌های اجتماعی مجازی گونه‌ای از الگوهای تماس هستند که در آن‌ها تعامل‌ها و ارتباطات میان عوامل شبکه‌ای، توسط یک پایگاه فنی و زیرساخت اینترنت پشتیبانی می‌شود.
- سرویس‌های میزبانی محتوا: سرویس‌های میزبانی محتوا سایت‌هایی هستند که کاربران به‌وسیله آن‌ها می‌توانند رسانه‌های گوناگون را میان سایر افراد به اشتراک بگذارند. رسانه‌های قابل اشتراک می‌توانند ویدئو، تصویر، فایل ارائه، صوت و حتی کتاب باشند.
- دنیای مجازی اجتماعی: دنیای مجازی اجتماعی، محیط تولید شده توسط رایانه است که به فرد اجازه می‌دهد در محیط، احساس حضور را با تمام ویژگی‌هایش، به‌گونه‌ای حس کند که سایر افراد نیز با همین شرایط در آن هستند.
- دنیای بازی‌های مجازی: دنیای بازی‌های مجازی وب سایتی است که در آن کاربران می‌توانند با یکدیگر وارد بازی شوند و ارتباطات و تعاملاتی را در محیط بازی تجربه کنند.